# Kopfkraxen
La Kopfkraxen est une montagne qui s’élève à 2 178 m d’altitude dans le Kaisergebirge, en Autriche.

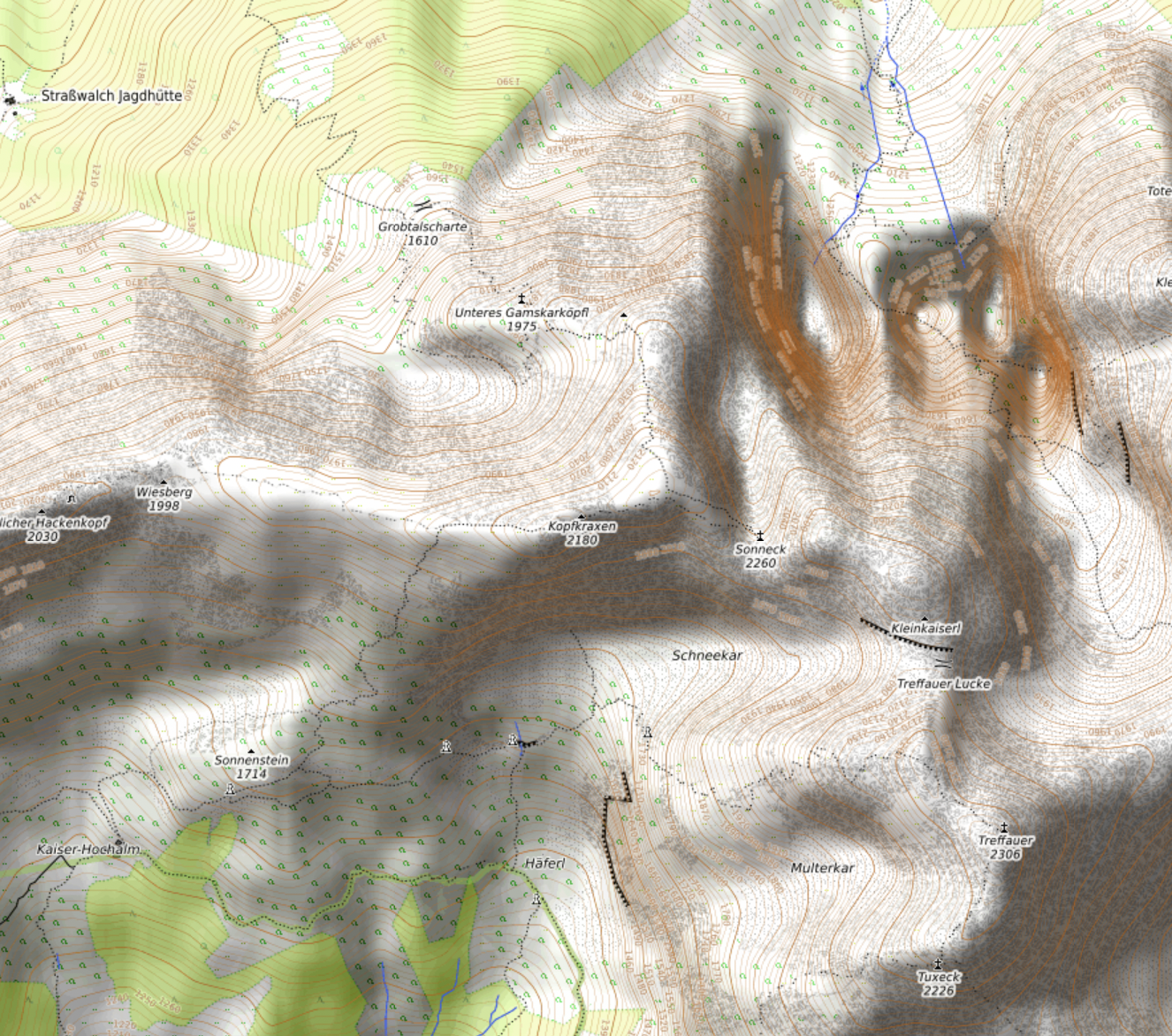
Carte topographique.